# Maxey Long
Maxwell Warburn "Maxey" Long (16. října 1878 Waverley, Massachusetts – 4. března 1959, New York) byl americký atlet, olympijský vítěz v běhu na 400 metrů v roce 1900.
Startoval na olympiádě v Paříži v roce 1900 a vyhrál zde běh na 400 metrů. Měl usnadněnou roli, protože jeho hlavní soupeři, krajané Dixon Boardman a Harry Lee odmítli účast ve finále, vzhledem k tomu, že se konalo v neděli. Long zvítězil v olympijském rekordu 49,0 s.
Byl zároveň několikanásobným mistrem USA ve sprintech na 100, 220 a 440 yardů. Během své sportovní kariéry byl studentem Columbia University.